# Салатов, Александр Константинович
Александр Константинович Салатов (1913—1994) — участник Великой Отечественной войны, полный кавалер Ордена Славы.
Служил командиром пулемётного взвода стрелкового батальона 283-го гвардейского стрелкового полка (94-я гвардейская стрелковая дивизия, 69-я армия, Воронежский фронт), затем — командиром отделения 3-й миномётной роты 356-го гвардейского стрелкового полка (107-я гвардейская стрелковая дивизия, 9-я гвардейская армия, 3-й и 2-й Украинский фронты), гвардии младший сержант.

## Биография
Александр Константинович Салатов родился в семье рабочего в селе Попутное Рыбинской волости Канского уезда Енисейской губернии (в настоящее время (Партизанский район Красноярского края). Окончил 7 классов школы и 2 курса лесотехнического техникума в Иркутске. Работал заведующим складом в «Золотопродснаб».
В апреле 1942 года Северо-Енисейским райвоенкоматом Красноярского края был призван в ряды Красной армии. На фронтах Великой Отечественной войны с октября 1942 года. Воевал на Сталинградском фронте в составе 143-й отдельной стрелковой бригады.
В боях за Сталинград командир отделения 2-й пулемётной роты красноармеец Салатов, работая вторым номером пулемётного расчёта, заменил вышедшего из строя первого номера, и кинжальным огнём пулемёта продолжал уничтожать солдат противника, засевших в развалинах. 28—29 января 1943 года в боях огнём пулемёта уничтожил более 100 солдат противника и 2 автомашины. Был ранен, но поля боя не покинул. Приказом по 143-й отдельной стрелковой бригаде от 10 февраля 1943 года он был награждён орденом Красной Звезды.
В боях Курской битвы командир пулемётного взвода гвардии младший сержант Салатов в период 7—11 июля возле села Калинино со своим взводом огнём станковых пулемётов уничтожил до взвода солдат противника.
11 июля он тремя станковыми пулемётами обеспечил выход батальона из окружения в район села Шеино. 20 июля в бою за рощу у села Шеино тремя пулемётами прикрывал наступление стрелковых подразделений. Подтянув пулемёты к роще, рассеял и частично уничтожил до взвода пехоты противника. Будучи сам у пулемёта метким огнём уничтожил 8 солдат противника. 22 июля у села Мелихово, поддерживая наступление пехоты шестью станковыми пулемётами, продолжал уничтожать противника, умело управляя ими в поддержке наступления своего батальона. 24—26 июля в боях за освобождение Белгорода со своим взводом успешно отражал контратаки противника, способствуя продвижению своего батальона. 26 июля Салатов был тяжело ранен и после длительного лечения 3 декабря вернулся в полк. Приказом по 26-му гвардейскому стрелковому корпусу он был награждён орденом Славы 3-й степени.
В боях в Австрии за село Крейсберг в районе города Винер-Нойштадт 1 апреля 1945 года гвардии младший сержант Салатов, командуя миномётным отделением, уничтожил 5 огневых точек и рассеял и частично уничтожил до взвода пехоты противника, чем способствовал продвижению стрелковых подразделений. Приказом по 107-й гвардейской стрелковой дивизии № 70/н от 19 июня 1945 года он повторно был награждён орденом Славы 3-й степени. Указом Президиума Верховного Совета СССР от 28 октября 1960 года он был перенаграждён орденом Славы 1-й степени.
В боях за город Вена командир миномётного отделения гвардии младший сержант Салатов попал в окружение. Он, применив военную хитрость, сумел вывести отделение без потерь и соединиться с ротой. Организовав наблюдательный пункт на чердаке дома, находившегося на нейтральной полосе, он управлял огнём минометов, корректируя огонь. Огнём отделения были уничтожены 2 пулемёта противника и противотанковая пушка вместе с прислугой. Из своего карабина Салатов уничтожил 5 солдат противника. Приказом по 9-й гвардейской армии от 22 августа 1945 года он был награждён орденом Славы 2-й степени.
Гвардии сержант Салатов был демобилизован в октябре 1945 года. вернулся на родину. Жил в селе Кулижниково Саянского района Красноярского края. Работал на руднике в городе Северо-Енисейский, затем в средней школе села Кулижниково.
Скончался Александр Константинович Салатов 21 апреля 1994 года, похоронен в селе Кулижниково.

## Награды
- Полный кавалер ордена Славы:
  - орден Славы I степени ( 28.10.1960, орден № 3751)[2][3];
  - орден Славы II степени (22.08.1944, орден № 19670)[4];
  - орден Славы III степени (23.04.1944 № 623649)[5];
- орден Отечественной войны I степени (06.04.1985)[6];
- орден Красной Звезды (10.02.1943)[7];
- медаль «За победу над Германией в Великой Отечественной войне 1941-1945 гг.»;